# 李国慶
李国慶（り こくけい、拼音: lǐ guóqìng、1964年10月1日 - ）は、米上場企業である古参の大手中国ECサイト当当網（ダンダン.コム、dangdang.com）の創始者また最高経営責任者（CEO）。妻の兪渝は当当網の共同創立者であり現在は連合総裁。

## 経歴
1964年に中国・北京で生まれる。渡米中に出版事業に携わり、帰国後の1999年11月に妻と共に当当網を立ち上げて中国における書籍のネット販売を開始、当当網は11年後の2010年12月に米国のナスダックに上場を果たして中国一のオンライン書店また総合ECサイトとなる。夫婦仲の良いことで知られ、中国では経済界で夫婦共に成功した実例とみなされている。。

## 動向
夫婦としての経済的成功や当当網の電子書籍を含む総合ECサイトの先駆け的展開は中国において特筆すべきものではあるものの、楽天も撤退を余儀なくされた中国における最近のネット価格破壊競争では苦戦を強いられている。